# Planalto da Etiópia

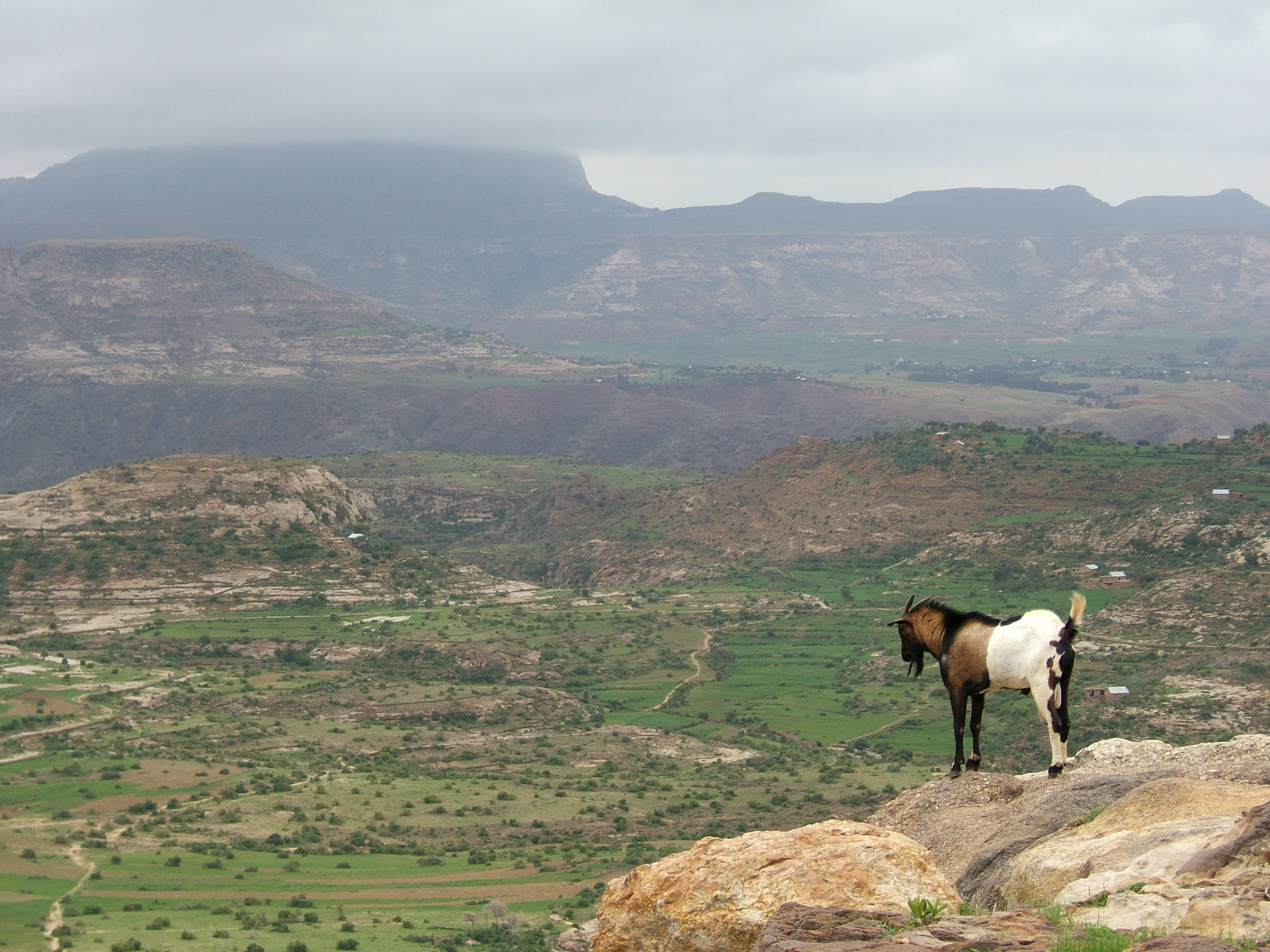
Planalto da Etiópia com o Ras Dashan ao fundo.

O Planalto da Etiópia ou Planalto Etíope é uma massa acidentada de montanhas na Etiópia, Eritrea (onde é às vezes chamada de Planalto da Eritrea), e norte da Somália no Chifre da África. O Planalto Etípoe constitui da maior área contínua de sua altitude em todo o continente, com pequena parte de sua superfície caindo abaixo dos 1500 m, enquanto os picos atingem altitudes de até 4550 m. É às vezes chamado de Teto da África pela sua altura e grande área.